# Христо Смирненски (нос)
Носът Христо Смирненски (на английски: Smirnenski Point) е свободен от лед, тесен морски нос на североизточния бряг на остров Робърт, вдаващ се 1,1 km в протока Нелсън. Разположен 1,2 km северозападно от нос Перелик, 4,4 km на север-северозапад от нос Батулия, 1,42 km източно от остров Трекляно, 4,7 km източно от нос Угърчин и 8,1 km югоизточно от нос Нюъл. Свободна от лед площ 14 ха.
Координатите му са: 62°22′07″ ю. ш. 59°22′45″ з. д. / 62.368611° ю. ш. 59.379167° з. д..
Наименуван е на българския поет Христо Смирненски (1898 – 1923), и във връзка със селищата Смирненски в Северозападна и Североизточна България. Името е официално дадено на 12 август 2008 г. Обнародвано е с указ на Президента на Република България от 31 май 2016 г.
Чилийско картографиране от 1951 г., българско от 2009 г.

## Карти
- Л. Иванов. Антарктика: Остров Ливингстън и острови Гринуич, Робърт, Сноу и Смит. Топографска карта в мащаб 1:120000. Троян: Фондация Манфред Вьорнер, 2009. ISBN 978-954-92032-4-0